# Siphlonurus lacustris
Espèce
Siphlonurus lacustris est une espèce appartenant à l'ordre des Ephemeroptera (les éphémères) et à la famille des Siphlonuridae. L'espèce est présente dans une grande partie de l'Europe.